# 费代里科·瓦内利
费代里科·瓦内利（義大利語：Federico Vanelli，1991年3月9日—），意大利男子游泳运动员，2013年10公里马拉松游泳世界杯第1站银牌得主、2017年世界游泳锦标赛混合团体5公里接力铜牌得主。